# Dolichoderus thoracicus
Dolichoderus thoracicus é uma espécie de formiga do gênero Dolichoderus.